# Brigitte Voit
Brigitte Voit (* 4. April 1963 in Bayreuth) ist eine deutsche Chemikerin, Professorin für „Organische Chemie der Polymere“ an der TU Dresden und Leiterin den Instituts Makromolekulare Chemie des Leibniz-Institut für Polymerforschung Dresden e. V. (IPF) in Dresden. Vom 1. September 2002 bis 31. Juli 2022 war sie Wissenschaftliche Direktorin des IPF.

## Leben
Brigitte Voit studierte von 1982 bis 1987 an der Universität  Bayreuth im Fach Chemie und promovierte sich unter Oskar Nuyken mit einer Arbeit auf dem Gebiet „Wasserlösliche Photolacke auf der Basis von Azosulfonaten“. Nach ihrer Habilitation an der Technischen Universität München wurde sie im August 1997 im Alter von nur 34 Jahren in einer gemeinsamen Berufung auf die Position der Leiterin des Teilinstituts für Makromolekulare Chemie des IPF und den Lehrstuhl für Organische Chemie der Polymere an der Technischen Universität Dresden berufen. Im Jahr 2000 erhielt sie den Georg-Manecke-Preis der GDCh.
Brigitte Voit ist Netzwerkerin, sie wirkt in zahlreichen Gremien und Verbundprojekten mit. Durch ihre Arbeit als Principal Investigator am Center for Advancing Electronics Dresden (cfaed), dem Zentrum für Regenerative Therapien Dresden (CRTD) und der Dresden International Graduate School for Biomedicine and Bioengineering (DIGS-BB) sowie als Mitglied des „Dresden Board“ (Strategiegremium für den Wissenschaftsstandort Dresden) spielt sie eine wichtige Rolle bei der Exzellenzinitiative der TU Dresden im Rahmen des Dresden-concept. Seit 2015 ist sie Vorstandsvorsitzende des Materialforschungsverbundes Dresden (MFD).
Am 29. Mai 2017 überreichte ihr der sächsische Ministerpräsident Stanislaw Tillich den Sächsischen Verdienstorden für ihr „Engagement zur Schaffung strategisch-wissenschaftler Allianzen für einen international sichtbaren Forschungsstandort Sachsen“. 2018 wurde ihr der Hermann-Staudinger-Preis zugesprochen. 2020 erhielt sie einen Macher 30-Preis in der Kategorie Wissenschaft.
Gremien (Auswahl)
- seit 2000: Mitglied im Kuratorium/Fachbeirat der Georg-Manecke-Stiftung
- von 2009 bis 2016: Mitglied im Kuratorium der Zeitschrift der Gesellschaft Deutscher Chemiker (GDCh), der „Angewandten Chemie“[7]
- seit 2011: Mitglied des Executive Board of the Macromolecular Journals (Wiley)
- von 2011 bis 2017: Sprecherin der Sektion D der Leibniz-Gemeinschaft und Mitglied im Präsidium
- von 2014 bis 2015: Präsidentin der European Polymer Federation (EPF)
- seit 2016: Mitglied der acatech – Deutsche Akademie der Technikwissenschaften

## Publikationen (Auswahl)
Brigitte Voit ist Autorin von über 700 Zeitschriftenveröffentlichungen (550 ref.) und Inhaberin von 38 Patenten bzw. Patentfamilien. Ihr h-Index beträgt (Stand März 2021) laut Researcher-ID (Thomson Reuters) 55. Google Scholar gibt dagegen ihren h-Index zum selben Zeitpunkt mit 66 an.
- Dendritic polymers: from aesthetic macromolecules to commercially interesting materials, Acta Polymerica, April 1995, doi:10.1002/actp.1995.010460201
- New Developments in Hyperbranched Polymers, Journal of Polymer Science: Part A: Polymer Chemistry, Juli 2000, doi:10.1002/1099-0518(20000715)38:14<2505::AID-POLA10>3.0.CO;2-8
- Synthetischer Bionanoreaktor: mechanische und chemische Kontrolle der Permeabilität von Polymersom-Membranen, Angewandte Chemie, April 2012, doi:10.1002/ange.201108814